# Inzersdorf im Kremstal
Inzersdorf im Kremstal osztrák község Felső-Ausztria Kirchdorf an der Krems-i járásában. 2019 januárjában 1875 lakosa volt. 

## Elhelyezkedése

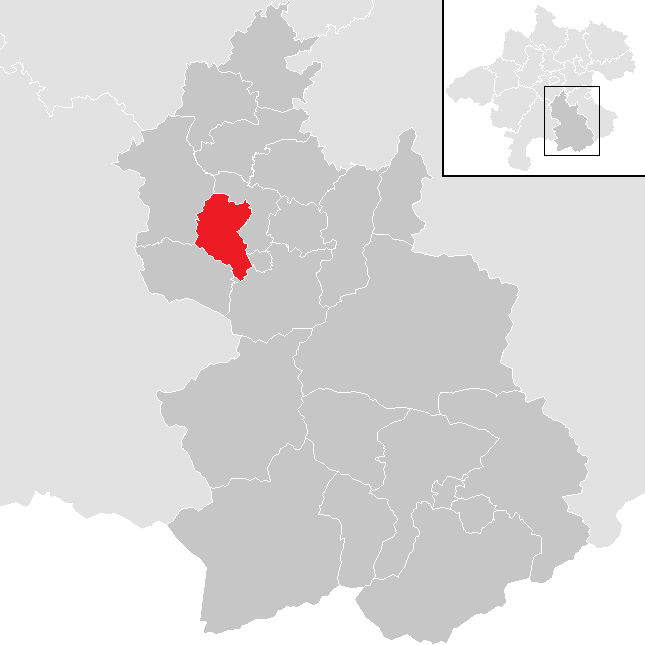
Inzersdorf im Kremstal a Kirchdorf an der Krems-i járásban

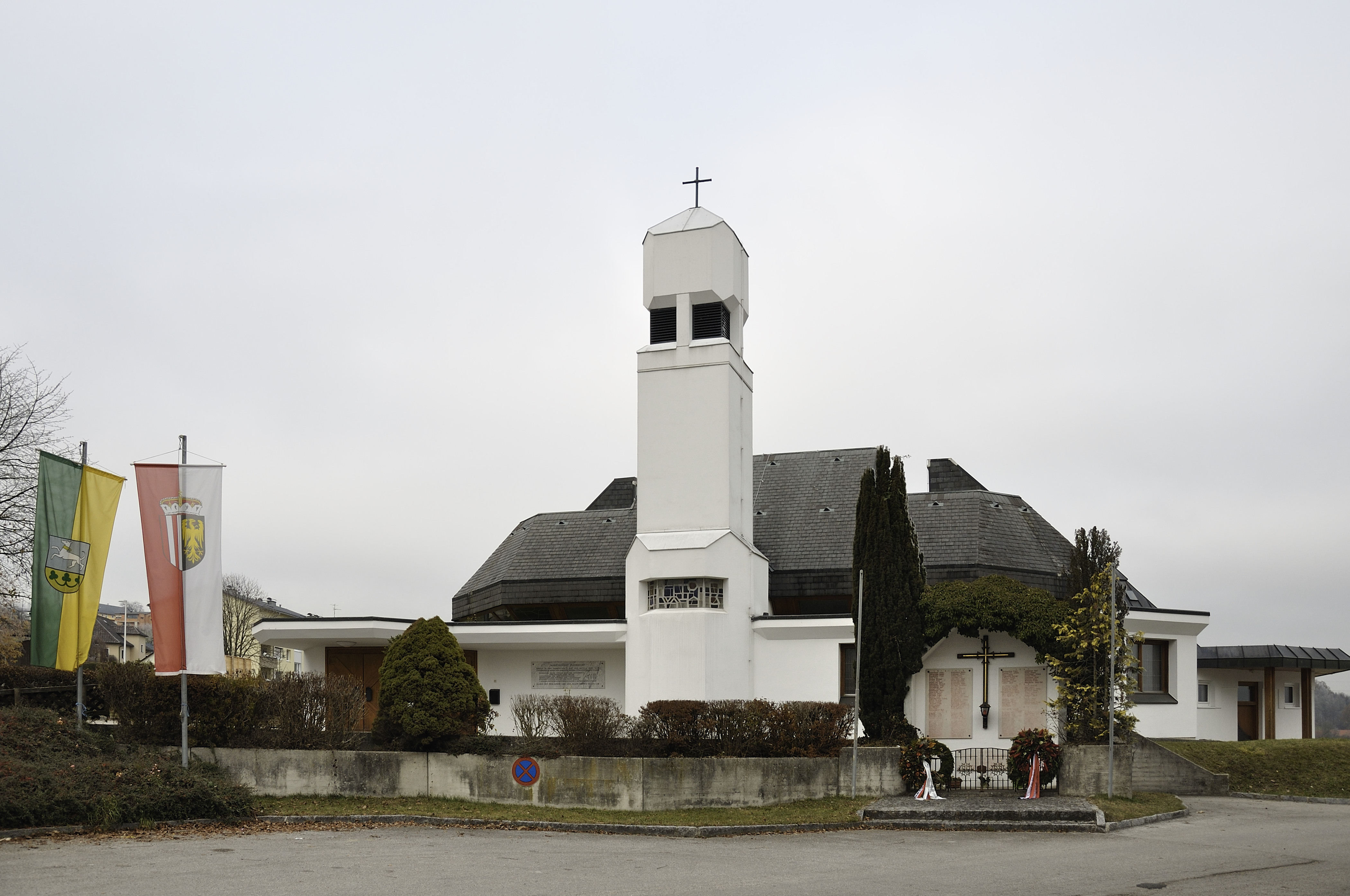
A Szűz Mária-templom

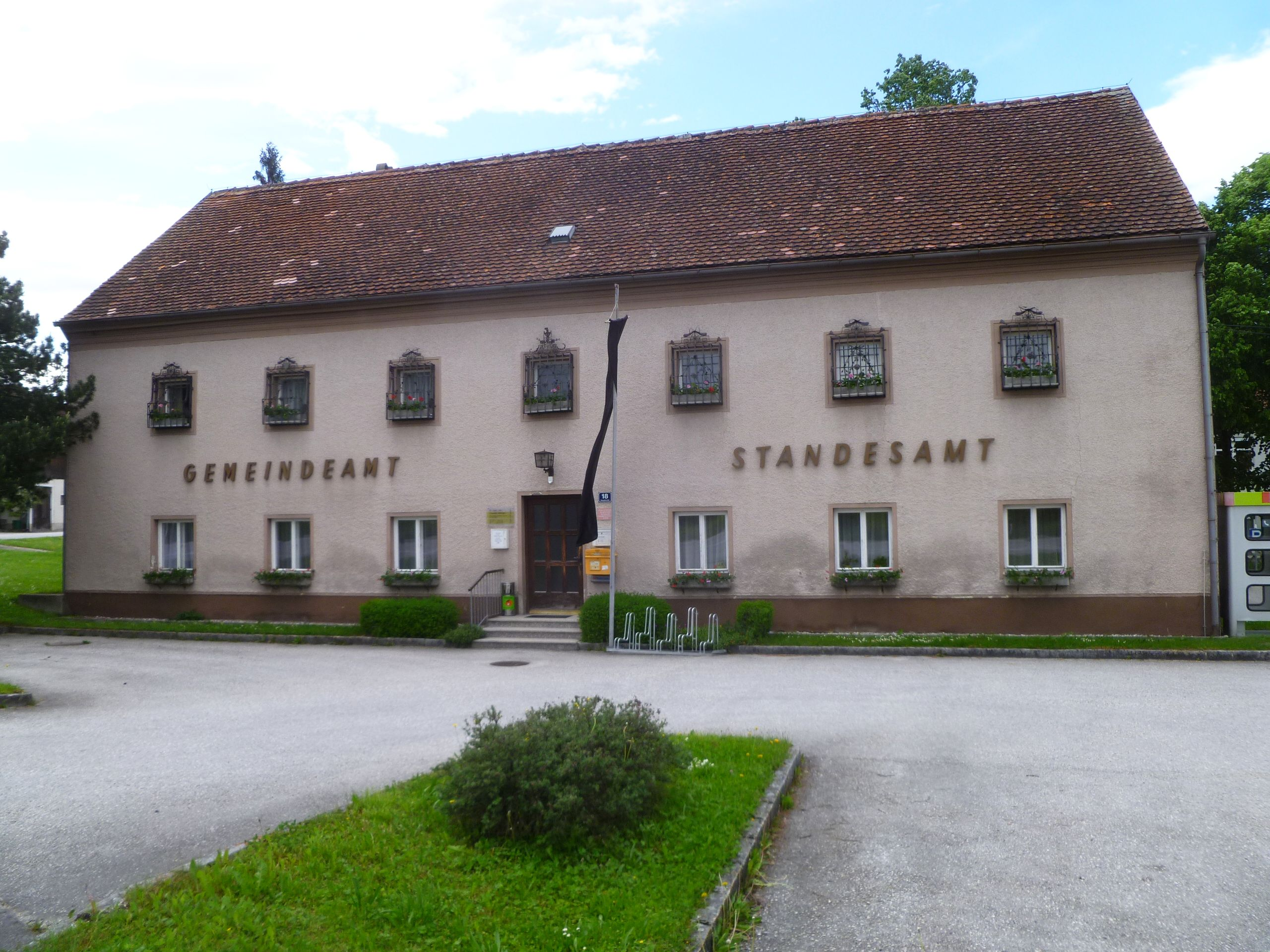
A községháza

Inzersdorf im Kremstal Felső-Ausztria Traunviertel régiójában fekszik az Inslingbach patak mentén, amely itt ömlik a Krems folyóba (amely egyúttal a község keleti határát alkotja). Területének 30%-a erdő és 59% áll mezőgazdasági művelés alatt. Az önkormányzat 4 településrészt, illetve falut egyesít: Haselbäckau (153 lakos 2019-ben), Inzersdorf im Kremstal (1128), Lauterbach (398) és Magdalenaberg (196). 
A környező önkormányzatok: keletre Schlierbach, délkeletre Kirchdorf an der Krems és Micheldorf in Oberösterreich, délnyugatra Steinbach am Ziehberg, északnyugatra Pettenbach.

## Története
A község területe eredetileg Bajorország keleti határvidékéhez tartozott, a 12. században került az Osztrák Hercegséghez. Inzersdorf vára 1111-ben jelenik meg először az írott forrásokban a St. Florian-i apátság tulajdonaként. 1185-ben birtokosa Chunrad von Inzersdorf volt, később Gottfried von Boxleiten, majd 1378-ben Friedrich der Pudminger suerezte meg. Utóbbi 1417-ben eladta a várat és a falut a sclierbachi kolostornak. A 18. század elején Franz Siegmund Engl von Seisenburg gróf kezére került, de már 1706-ban Christoph Albrecht Haydn von Dorff Inzersdorf és Lindach urának nevezte magát. A napóleoni háborúk során több alkalommal megszállták. 
1918-tól Felső-Ausztria tartomány része. Miután a Német Birodalom 1938-ban annektálta Ausztriát, az Oberdonaui gauba osztották be, majd a második világháború után visszakerült Felső-Ausztriához.

## Lakosság
Az Inzersdorf im Kremstal-i önkormányzat területén 2019 januárjában 1875 fő élt. A lakosságszám 2011-ig gyarapodó tendenciát mutatott. 2017-ben a helybeliek 94,5%-a volt osztrák állampolgár; a külföldiek közül 1,9% a régi (2004 előtti), 2,2% az új EU-tagállamokból érkezett. 1,2% a volt Jugoszlávia (Szlovénia és Horvátország nélkül) vagy Törökország, 0,3% egyéb országok polgára volt. 2001-ben a lakosok 90%-a római katolikusnak, 1,5% evangélikusnak, 1,1% ortodoxnak, 1,1% mohamedánnak, 4,9% pedig felekezeten kívülinek vallotta magát. Ugyanekkor 3 magyar élt a községben; a legnagyobb nemzetiségi csoportokat a német (95,8%) mellett a horvátok (1,3%) és a szerbek (1,1%) alkották.
A lakosság számának változása:

| 2016 | 1 896 |
| 2018 | 1 880 |

## Látnivalók
- az 1974-ben épült Szűz Mária-templom

## Fordítás
- Ez a szócikk részben vagy egészben  az   Inzersdorf im Kremstal című német Wikipédia-szócikk ezen változatának fordításán alapul.  Az eredeti cikk szerkesztőit annak laptörténete sorolja fel. Ez a jelzés csupán a megfogalmazás eredetét és a szerzői jogokat jelzi, nem szolgál a cikkben szereplő információk forrásmegjelöléseként.